# Бжезины-Колёнья
Бжезины-Колёнья (пол. Brzeziny-Kolonia) — деревня в Польше в гмине Почесна Ченстоховского повята в Силезском воеводстве, расположенная в 8 км южнее города Ченстохова и в 55 км столицы воеводства Катовице. Население деревни — 499 человек.

## История
С 1793 деревня входила в раздел Пруссии, в 1807—1815 была частью герцогства Варшавского. По результатам Венского конгресса вошла в Царство Польское, находившееся в унии с Российской империей. В ноябре 1918 вршла в состав восстановленного польского государства. После начала второй мировой войны деревня была включена в состав Рейха. В 1975—1998 годах была деревня вошла Ченстоховаский район Силезского воеводства.